# آزمایشگاه زنده
آزمایشگاه زنده یک محیط تجربی است که کاربران و تولیدکنندگان با همکاری یکدیگر می‌توانند محصولات نوآورانه‌ای را به وجود بیاورند. هدف اصلی تولید محصولات، سرویس‌ها، خدمات و زیرساخت‌های مناسبی است که پاسخگوی نیازهای واقعی جامعه باشد. ایده آزمایشگاه زنده اولین بار توسط ویلیام میشل استاد دانشگاه ام آی تی مطرح شد. او معتقد است که یک آزمایشگاه زنده یک روش تحقیق کاربر محور را برای سنجش، نمونه سازی، اعتبار سنجی و پالایش راه حل‌های پیچیده را محقق می‌سازد.

## ویژگی‌های آزمایشگاه زنده
ایده‌های بزرگ آزمایشگاه زنده زیرساختی است که در آن ایده‌های بزرگ با همراهی صاحبان محصول خلق می‌شوند و ایده‌ها برگرفته از دل نیازمندی‌های و مسائل واقعی کاربران هستند. آزمایشگاه‌های زنده با فهم و به‌کارگیری نوآوری به دنبال راه‌حل‌هایی برای این مشکلات هستند.
خروجی می‌تواند شکل‌های متفاوتی داشته باشد از یک مقاله در فصلنامه علمی، ارائه عمومی، نرم‌افزار، محصول یا خدمت جدید تا تغییر رفتار.
مرحله بازخورد ممکن است در هر مرحله‌ای از تحقیقات آزمایشگاه زنده باشد. برای مثال در مرحله بررسی سوال‌های پژوهش، دانشمندان ممکن است که از عقیده صاحبان نظر استفاده کنند و بازخورد بگیرند.